# Lista de núncios apostólicos no Brasil
O Núncio Apostólico é o representante da Santa Sé e tem status de Embaixador. O Brasil foi o primeiro paìs fora da Europa a receber um representante papal.
Em 1808 Lorenzo Caleppi, núncio em Portugal, acompanhou Dom João VI e a corte portuguesa em sua transferência para o Brasil. Em 1829 um internúncio especial, Pietro Ostini, foi designado para o Brasil, este fato marca o início das relações diplomáticas entre a Santa Sé e os outros países da América do Sul. Em 1902 este posto diplomático foi elevado à categoria de Nunciatura.

## Lista derepresentantes papaisnoBrasil
Ordenado pelo período de exercício da função diplomática no Brasil, seguido pelo ano de nascimento e de falecimento.

### Internúncios apostólicos
- 1808 – 1816 : Lorenzo Caleppi (Núncio para Portugal e Brasil)
- 1823 – 1826 : Giacomo Filippo Fransoni (1775-1856) (Núncio para Portugal e Brasil)
- 1829 – 1832 : Pietro Ostini (1775-1849)
- 1840 – 1841 : Scipione Domenico Fabbrini (? - 1841) (morreu no exercício da função)
- 1841 – 1845 : Ambrogio Campodonico (1792-1869)
- 1845 – 1847 : Gaetano Bedini  (1806-1864)
- 1848 – 1851 : Lorenzo Barili (1801-1875)
- 1852 – 1856 : Gaetano Bedini  (1806-1864)
- 1856 – 1857 : Vincenzo Massoni (1808-1857) (morreu no exercício da função)
- 1858 – 1863 : Mariano Falcinelli Antoniacci, O.S.B. (1806-1874)
- 1863 – 1874 : Domenico Sanguigni (1809-1882)
- 1876 – 1879 : Cesare Roncetti (1834-1881)
- 1879 – 1882 : Angelo Di Pietro (1828-1914)
- 1882  : Mario Mocenni (1823-1904)
- 1882 – 1883 : Vicenzo Vannutelli (1836-1930)
- 1884 – 1887 : Rocco Cocchia, O.F.M. Cap. (1830-1901)
- 1892 – 1896 : Girolamo Maria Gotti, O.C.D. (1834-1916)
- 1897 – 1902 : Giuseppe Macchi (1845- 1906)

### Núncios apostólicos
- 1902 – 1906 : Giulio Tonti (1844-1918)
- 1908 – 1911 : Alessandro Bavona (1856-1912)
- 1911 – 1916 : Giuseppe Aversa (1862-1917)
- 1920 – 1933 : Enrico Gasparri (1871-1946)
- 1927 – 1946 : Bento Aloisi Masella (1879-1970)
- 1946 – 1954 : Carlo Chiarlo (1881-1964)
- 1954 – 1964 : Armando Lombardi (1905-1964)
- 1964 – 1969 : Sebastiano Baggio (1913-1993)
- 1969 – 1973 : Umberto Mozzoni (1904-1983)
- 1973 – 1982 : Carmine Rocco (1912-1982)
- 1982 – 1992 : Carlo Furno (1921-2015 )
- 1992 – 2002 : Alfio Rapisarda (1933- )
- 2002 – 2012 : Lorenzo Baldisseri (1940-)
- 2012 – 2020 : Giovanni d'Aniello (1955-)
- 2020 –          : Giambattista Diquattro (1954-)